# Banana Karat
Karat es una variedad de banana, guineo o plátano (Musa × troglodytarum L.) cultivado en la isla de Ponapé, en los Estados Federados de Micronesia. Su nombre hace referencia a la pulpa anaranjada brillante, inusualmente rica en β-caroteno.
Aunque es una subvariedad local de la banana fe'i, a menudo se trata como un cultivar distinto, bajo el nombre de Musa 'Karat' de acuerdo con el ICNCP. Sin embargo, en Ponapé hay al menos tres tipos, Karat Kole, Karat Pwehu y Karat Pako. El último es el fruto de mayor tamaño, hasta 400–500 g de peso.
Tradicionalmente, la banana Karat se usaba en Micronesia para destetar a los bebés en alimentos sólidos. Ahora se come con mucha menos frecuencia, puesto que los alimentos importados han crecido en cantidad y popularidad. Sin embargo, se cree que debido a que los betacarotenos son precursores metabólicos importantes de la vitamina A, esenciales para el buen funcionamiento de la retina, dar plátanos Karat a los niños pequeños podría ayudar a prevenir ciertos tipos de ceguera. Por lo tanto, se ha llevado a cabo en Ponapé una campaña para aumentar el consumo de bananas Karat (y de bananas Fe'i en general).